# Leonid (Fil)
Leonid (světským jménem: Feodosij Mitrofanovič Fil; * 2. září 1960, Nesterivci) je ukrajinský duchovní Běloruské pravoslavné církve a biskup turovský a mozyrský.

## Život
Narodil se 2. září 1960 ve vesnici Nesterivci Chmelnycké oblasti.
Po střední škole absolvoval povinnou vojenskou službu.
Roku 1981 nastoupil na Moskevský duchovní seminář a poté na Moskevskou duchovní akademii. Dne 8. března 1987 byl inspektorem akademie archimandritou Georgijem (Grjaznovem) postřižen na monacha se jménem Leonid na počest svatého Leonida Ustnědumského. Dne 20. března stejného roku jej arcibiskup dmitrovský a rektor akademie Alexandr (Timofejev) rukopoložil na jerodiákona a 12. července na jeromonacha.
Po dokončení studia se stal asistentem inspektora akademie a přednášejícím hudební školy při akademii. Roku 1990 byl jmenován starším asistentem inspektora a přednášejícím na Minské duchovní akademii.
Dne 1. září 1992 byl povýšen na igumena a jmenován inspektorem Minské duchovní akademie. Dne 14. června 1996 byl povýšen na archimandritu. Od 3. srpna 1996 působil jako rektor akademie.
Dne 27. prosince 2007 jej Svatý synod zvolil biskupem rečyckým a vikářem homelské eparchie. Dne 11. února 2008 byl oficiálně jmenován biskupem a o den později proběhla jeho biskupská chirotonie. Hlavním světitelem byl metropolita minský a slucký Filaret (Vachromejev).
Dne 7. června 2012 byl ustanoven biskupem turovským a mozyrským.